# Mezquita de los Tulipanes

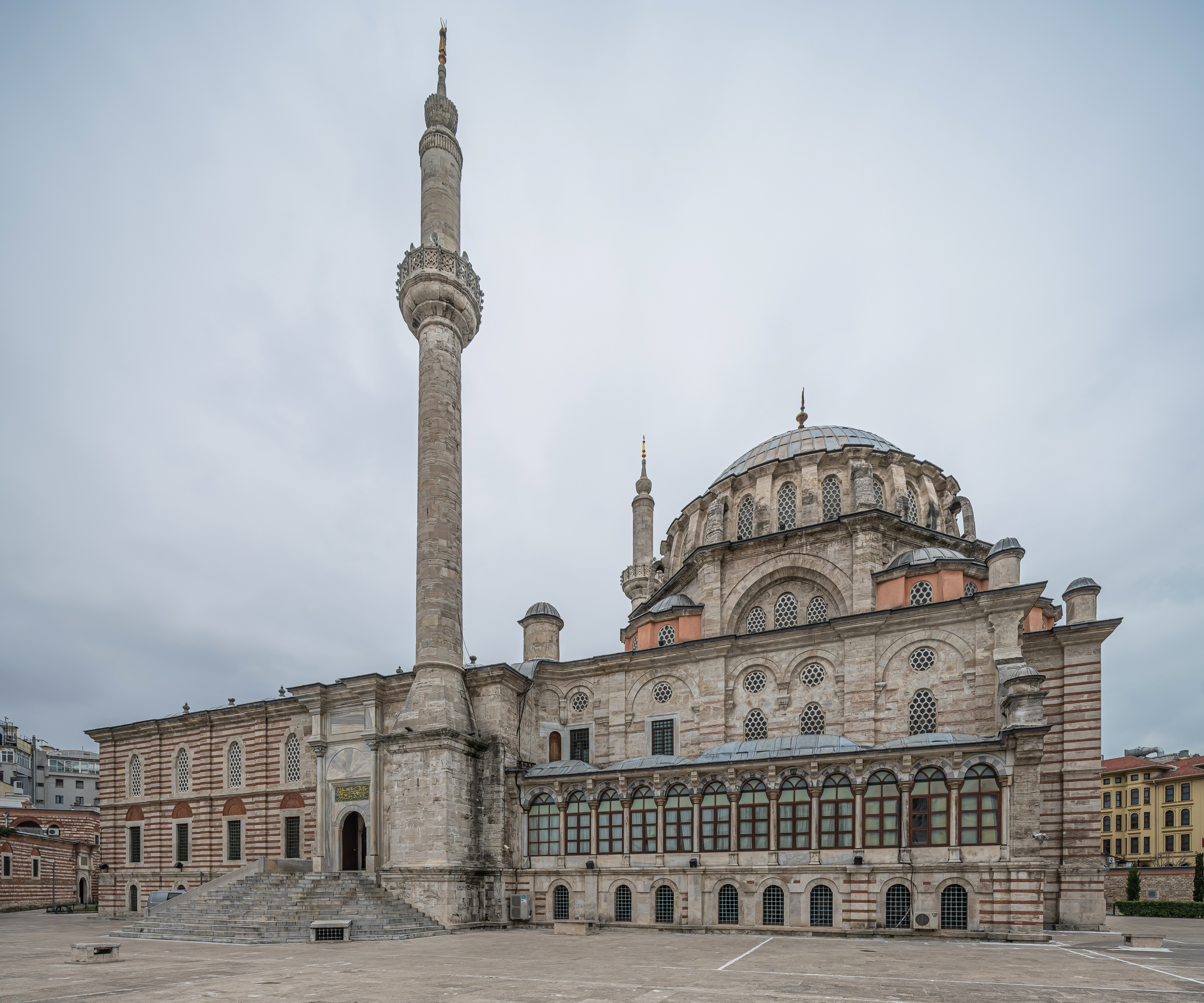
Vista exterior de la mezquita

La mezquita de los Tulipanes (en turco: Laleli Camii) es una mezquita imperial otomana construida en el siglo XVIII en Estambul, Turquía.

## Historia
Construida por orden del Sultán Mustafa III entre 1760-1763, diseñada en estilo barroco otomano por el arquitecto imperial Mehmet Tahir Ağa.
El complejo fue destruido por un incendio en 1783 siendo poco después reconstruido. En 1911 otro incendio destruyó la madrasa y los trabajos de construcción de una carretera destruyeron varios de los edificios auxiliares de la mezquita.

## Exterior
El templo se construyó en una terraza elevada sobre un mercado cuyos alquileres ayudaban a sufragar los gastos del complejo de la mezquita. Bajo la mezquita un gran salón es sustentado por ocho pilares con una fuente en el centro.
El edificio está orientado según un eje noroeste-sureste, con un patio rectangular de un tamaño aproximado al doble de la sala de rezos en el noroeste. El patio tiene una columnata con dieciocho salitas con una fuente para la ablución en el centro. Hay dos minaretes dispuestos en el final de cada pórtico que flanquean las entradas al patio.

## Interior
La mezquita es de planta  octogonal inscrita en un rectángulo, con una galería en el extremo oeste. Las paredes hacen uso de la variedad cromática del mármol, con partes rojas, azules, amarillas y marrones, además de la decoración con medallones en Opus sectile usando piedras semipreciosas como el ónix y el jaspe. El mihrab y el minbar están ricamente decorados con mármol. El interior está bien iluminado con numerosas ventanas con combinaciones blancas y vidrieras.
Sus dimensiones aproximadas son de 30 metros de largo por 48 metros de ancho con una cúpula estimada de aproximadamente 12.5 metros de diámetro en la cúpula y 24.5 metros de altura.

## Complejo
Muchas de las estructuras del complejo han desaparecido a lo largo de los años pero el turbe de forma octogonal todavía existe conteniendo las tumbas de Mustafa III, su mujer Mihrisah Sultan, su hijo Selim III y sus hermanas Hibetullah, Fatma Sultan y Mihrimah Sultan. El interior está decorado con azulejos de İznik y una banda de caligrafía inscrita en uncírculo sobre los muros.

## Galería de imágenes

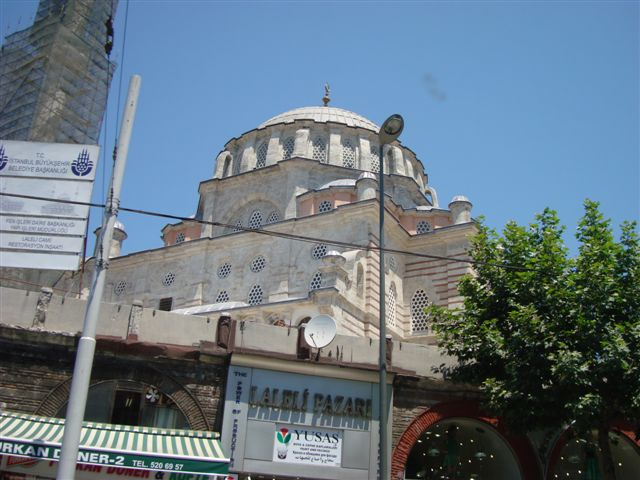
Vista desde la calle.
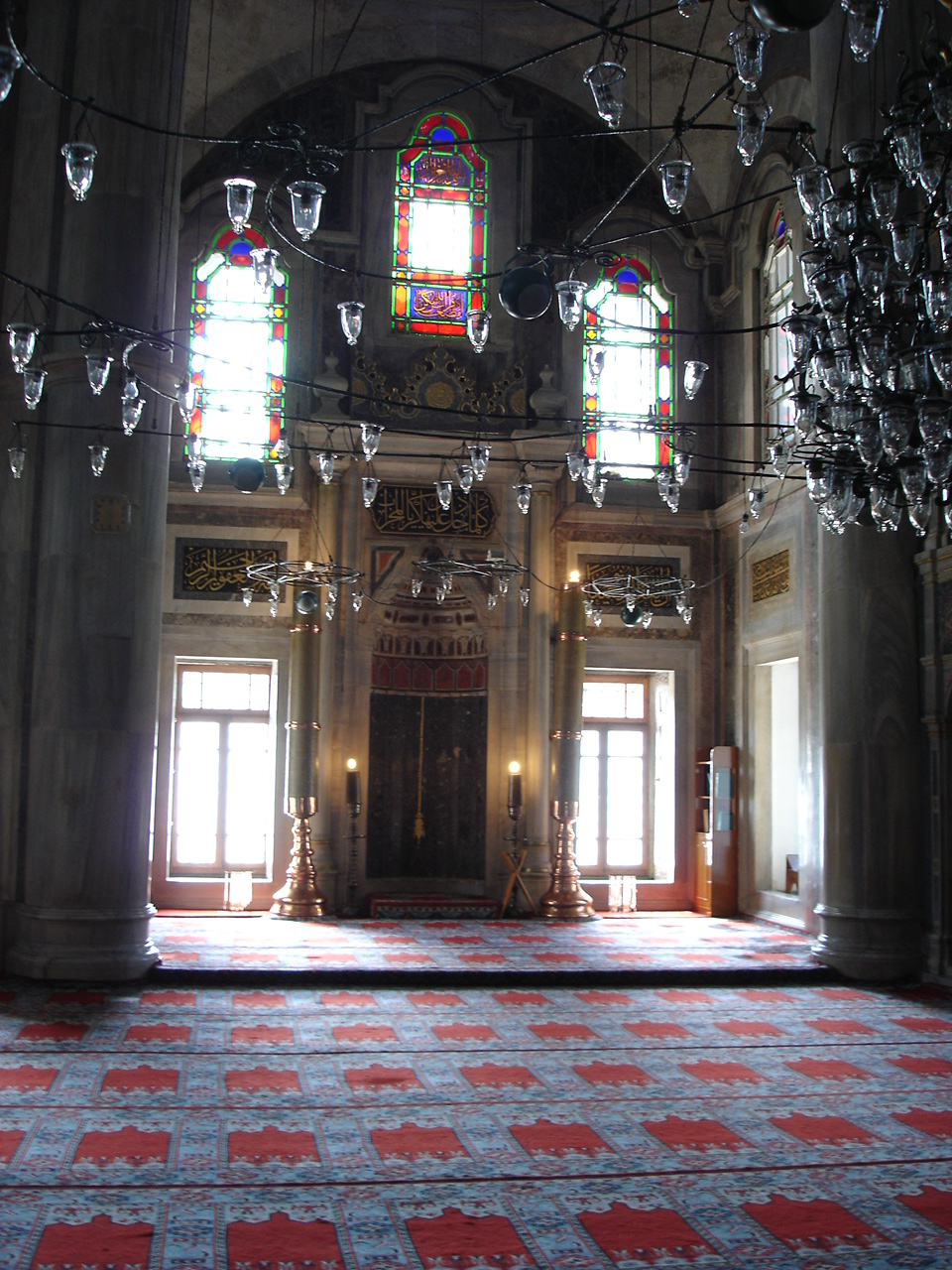
Vista interior.
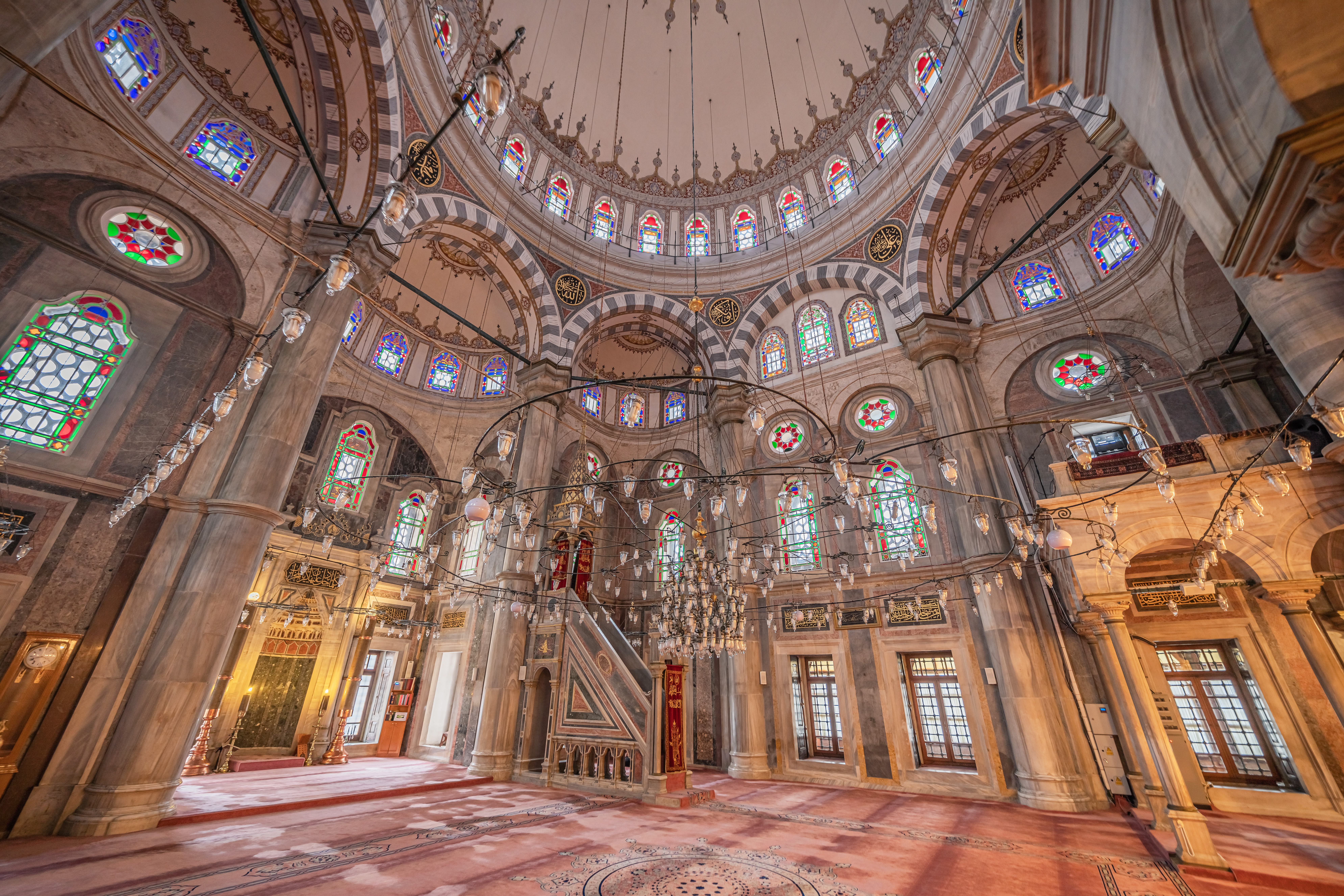
Vista interior.